# Pontécoulant (cratère)
Pour les articles homonymes, voir Pontécoulant (homonymie).
Pontécoulant est un cratère d'impact lunaire situé au sud-est de la face visible de la Lune. Il se trouve au sud de la Mare Australe près des cratères Lyot et Hannon. Le contour du cratère est érodé et presque circulaire avec un rebord en terrasses. L'intérieur du cratère est presque entièrement plat avec néanmoins quelques pics dans sa partie orientale et un craterlet près du centre. 
En 1935, l'Union astronomique internationale a donné le nom de l'astronome français Philippe Gustave le Doulcet, comte de Pontécoulant à ce cratère lunaire.

## Cratères satellites

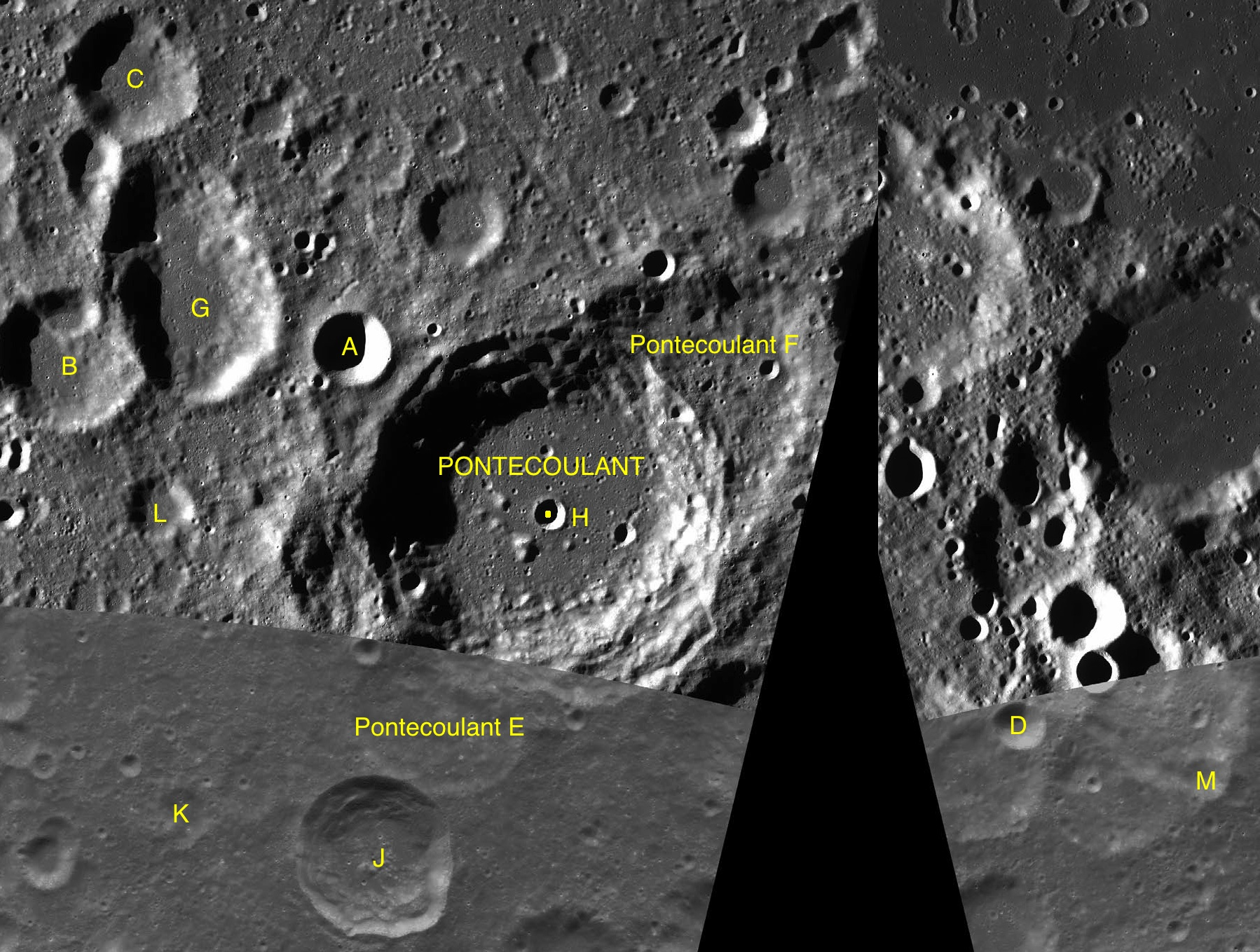
Carte des cratères satellites de Pontécoulant.

Les cratères dit satellites sont de petits cratères situés à proximité du cratère principal, ils sont nommés du même nom mais accompagnés d'une lettre majuscule complémentaire (même si la formation de ces cratères est indépendante de la formation du cratère principal). Par convention ces caractéristiques sont indiquées sur les cartes lunaires en plaçant la lettre sur le point le plus proche du cratère principal.
| Pontécoulant | Latitude | Longitude | Diamètre |
| ------------ | -------- | --------- | -------- |
| A            | 57.7° S  | 62.9° E   | 19 km    |
| B            | 57.9° S  | 58.5° E   | 39 km    |
| C            | 55.6° S  | 59.1° E   | 30 km    |
| D            | 60.2° S  | 71.9° E   | 10 km    |
| E            | 60.5° S  | 64.5° E   | 44 km    |
| F            | 57.4° S  | 67.7° E   | 60 km    |
| G            | 57.2° S  | 60.1° E   | 36 km    |
| H            | 58.4° S  | 65.2° E   | 9 km     |
| J            | 61.6° S  | 64.3° E   | 39 km    |
| K            | 61.5° S  | 61.0° E   | 13 km    |
| L            | 59.0° S  | 59.7° E   | 17 km    |
| M            | 60.8° S  | 74.1° E   | 10 km    |